# 朱敏没
靖安王朱敏没（16世纪—1620年代），明朝靖安王朱新孙，靖安长子朱慎𨦯的庶长子。
万历三十年（1602年），朱敏没受封靖安长孙。万历三十九年（1611年），朱慎𨦯去世。后来朱新環去世，朱敏没袭封靖安王，朱慎𨦯也因此得以追封靖安王。
天启五年（1625年）三月，明熹宗下诏革除冗官，革除寧化、河東、河中、靖安王府各典膳。
天启六年（1626年）六月，熹宗派行人崔及第去靖安王府管掌行喪禮。
朱敏没是否得到谥号，死后是否有他人袭封靖安王，待考。